# Cosmologia Mórmon

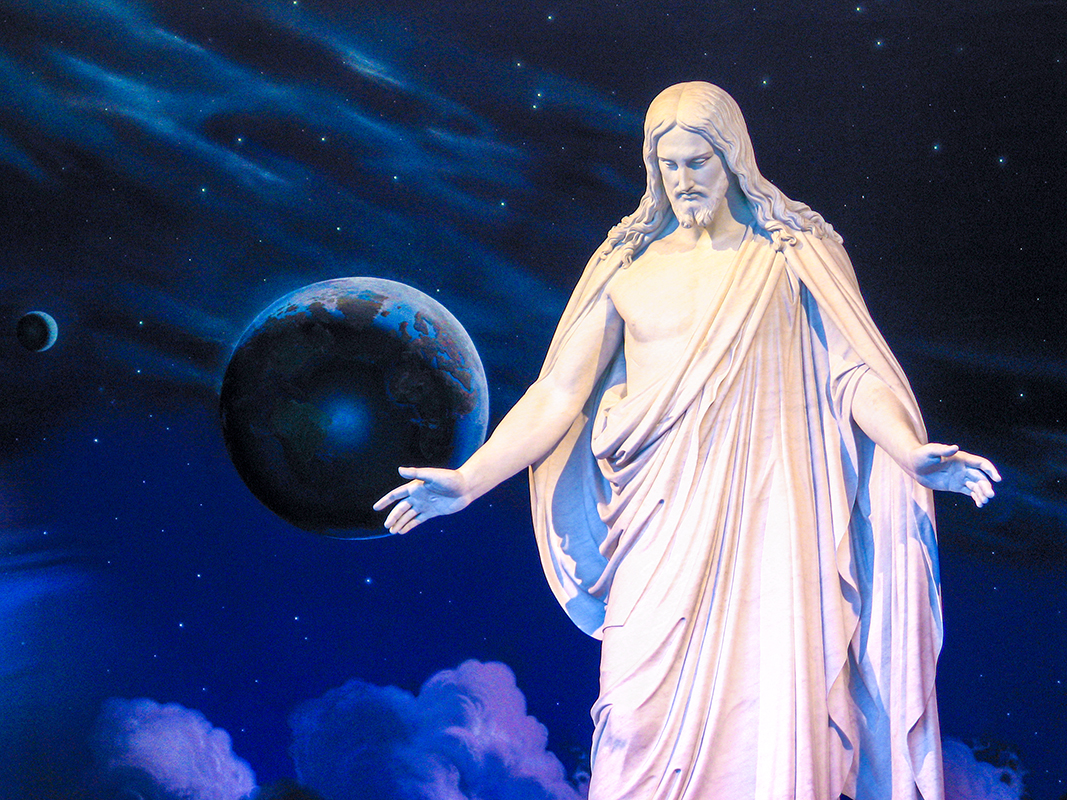
Christus estátua de Jesus retratado entre obras de arte representando os planetas e estrelas do cosmos, o qual os Santos dos Últimos Dias acreditam que Jesus criou com direcionamento de Deus, o Pai.

A Cosmologia Mórmon é a descrição da história, evolução e destino do universo físico e metafísico de acordo com suas crenças, que inclui as doutrinas ensinadas pelos líderes e teólogos de A Igreja de Jesus Cristo dos Santos dos Últimos Dias (Igreja Mórmon), pela A Igreja Fundamentalista de Jesus Cristo dos Santos dos Últimos Dias, e pela A Igreja Reorganizada de Jesus Cristo dos Santos dos Últimos Dias. A cosmologia Mórmon se baseia na cosmologia bíblica, mas tem muitos elementos únicos fornecidos pelo profeta, Joseph Smith. Essas opiniões geralmente não são compartilhadas por adeptos de outras denominações do movimento dos santos dos últimos dias que não se identificam com A Igreja de Jesus Cristo dos Santos dos Últimos Dias, como a A Igreja Reorganizada de Jesus Cristo dos Santos dos Últimos Dias.
De acordo com a cosmologia havia uma vida preexistente ou pré-mortal, na qual os espíritos humanos eram filhos literais de pais celestiais. Embora seus espíritos tenham sido criados, a "inteligência" essencial desses espíritos é considerada eterna e sem começo. Durante esta vida pré-mortal, um Plano de Salvação foi apresentado por Deus, o Pai (Elohim), com Jeová (o Jesus pré-mortal) defendendo a agência moral, mas Lúcifer (Satanás) insistindo em sua exclusão. Quando o plano de Lúcifer não foi aceito, ele se rebelou contra Deus Pai e foi expulso do céu, levando "a terceira parte" das hostes do céu com ele para a terra, tornando-se os tentadores.
De acordo com o Plano de Salvação, sob a direção de Deus Pai, Jeová (o Jesus pré-mortal) criou a Terra como um lugar onde a humanidade seria testada. Após a ressurreição, todos os homens e mulheres - exceto os espíritos que seguiram Lúcifer e os filhos da perdição - receberiam um dos três graus de glória. Dentro do mais alto grau, o reino celestial, existem três outras divisões, e as mais altas dessas divisões celestes se tornariam deuses e deusas através de um processo chamado "exaltação" ou "progressão eterna". A doutrina da progressão eterna foi resumida de forma sucinta pelo líder da Igreja Mórmon Lorenzo Snow: "Como o homem é agora, Deus já foi: como Deus agora é, o homem pode ser". De acordo com o discurso de King Follett de Smith, Deus o O próprio pai uma vez passou pela mortalidade como Jesus, mas como, quando ou onde isso aconteceu não está claro. A visão predominante entre os SUD é que Deus já viveu em um planeta com seu próprio deus superior.
Segundo as escrituras Mórmons, a criação da Terra não foi ex nihilo, mas organizada a partir da matéria existente. A Terra é apenas um dos muitos mundos habitados, e há muitos corpos celestes que governam, incluindo o planeta ou estrela Colobe, que é dito estar mais próximo do trono de Deus.

## Divindade
Na doutrina Sud, o conceito de divindade gira em torno de uma ideia de "exaltação" e "progressão eterna": os próprios mortais podem se tornar deuses e deusas na vida após a morte, ser governantes de seus próprios reinos celestiais, ter filhos espirituais e aumentar em poder e glória para sempre. Os Sud (s) entendem que existem muitos deuses e deusas no cosmos, incluindo uma Mãe Celestial. No entanto, as três pessoas de Deus (Deus, o Pai, Jesus e o Espírito Santo) devem ser os únicos objetos de adoração (henoteísmo).

### Exaltação e progressão eterna
Na doutrina SUD, o objetivo de cada adepto é receber "exaltação" por meio da expiação de Jesus. Se uma pessoa recebe exaltação, ela herdará todos os atributos de Deus Pai, incluindo a divindade. Os Sud acreditam que essas pessoas se tornarão deuses e deusas na vida após a morte e terão "todo poder, glória, domínio e conhecimento". Os Sud ensinam que as pessoas exaltadas viverão com suas famílias terrenas e também "terão filhos espirituais": sua posteridade crescerá para sempre.
Segundo a crença, a exaltação está disponível apenas para aqueles que obtiveram o mais alto "grau" do reino celestial. Como pré-requisitos para esse "maior presente de Deus", os seguidores acreditam que, nesta vida ou na vida após a morte, eles devem se tornar "perfeitos" e devem participar de todas as ordenanças necessárias. Embora não seja necessário, sua exaltação pode ser "selada sobre eles" pelo Espírito Santo através da ordenança da Segunda Unção. Uma das principais qualificações para a exaltação é estar unida em um casamento celestial com um parceiro do sexo oposto através da ordenança do selamento, pessoalmente ou por procuração após a morte. No século XIX alguns líderes da Igreja SUD ensinaram que a participação no casamento plural também era uma exigência de exaltação. A Igreja SUD abandonou a prática a partir de 1890 e agora ensina que apenas um único casamento celestial é necessário para a exaltação.

### Origem de Elohim (Deus, o Pai)
Segundo a teologia Sud, Deus, o Pai, é um ser físico de "carne e ossos". Os Sud o identificam como o deus bíblico Elohim. Alguns líderes santos dos últimos dias também ensinaram que Deus, o Pai, já foi um homem mortal que completou o processo de se tornar um ser exaltado. De acordo com Joseph Smith, Deus "já foi um homem como um de nós e ... uma vez habitou em uma terra o mesmo que o próprio Jesus Cristo fez na carne e como nós".
O ex-presidente da Igreja Gordon B. Hinckley em uma entrevista demonstrou uma visão que ia na contra-mão do discurso de King Follet de Joseph Smith Jr, uma vez que não acredita que Deus foi um homem que está sendo exaltado. Assim os Sud consideram o tópico como uma Doutrina profunda.

### Origem de Jeová (Jesus)
Segundo a crença Sud, Jesus é identificado como o deus Jeová, o YHWH do Antigo Testamento. Jeová recebeu um corpo quando nasceu na Virgem Maria e foi nomeado Jesus. Jesus era o Filho de Deus - o pai de seu corpo físico era Deus, o Pai. Porque Jesus era o Filho de Deus, ele tinha poder para vencer a morte física. Como ele viveu uma vida perfeita e sem pecado, Jesus poderia se oferecer como um sacrifício "infinito e eterno", que seria necessário para pagar pelos pecados de todos os outros filhos de Deus.

### Adão/Miguel, pela doutrina Adão-Deus
Segundo Brigham Young, Adão foi identificado como o bíblico Arcanjo Miguel antes de sua colocação no Jardim do Éden. A divindade preexistente de Adão / Miguel agora é repudiada pela Igreja SUD, mas é aceita por alguns adeptos do fundamentalismo sud. De acordo com essa interpretação dos ensinamentos de Young, Miguel era um deus que havia recebido sua exaltação. Ele levou Eva, uma de suas esposas, ao Jardim, onde elas se tornaram mortais ao comer a fruta no jardim.
Embora a Igreja SUD tenha repudiado a doutrina Adão-Deus, a cerimônia de investidura da denominação retrata esse Adão / Miguel como um participante de Jeová na criação da terra, sob a direção de Elohim.

### Mãe Celestial e o Espírito Santo
A doutrina oficial da Igreja SUD inclui a existência de "pais celestiais", que geralmente se refere à deusa Mãe Celestial, que existe ao lado de Deus Pai e é sua esposa.
Deus Pai, Jesus Cristo e o Espírito Santo são reconhecidos como as três entidades constituintes da Deidade. O Espírito Santo tem um corpo espiritual, em contraste com o Pai Celestial e Jesus Cristo, que têm corpos celestes físicos.

## Outros mundos e vida extraterrestre
A cosmologia Sud ensina que a Terra não é único, mas que é um dos muitos planetas habitados, cada planeta criado com o objetivo de promover a "imortalidade e vida eterna" (isto é, a exaltação) da humanidade. Esses mundos foram, de acordo com a doutrina, criados por Jeová, o Jesus pré-mortal. Os Sud sustentam que Jesus criou o universo, mas seu pai, Deus Pai, uma vez habitou a terra como mortal, pode ser interpretado que os Sud(s) ensinam a existência de um multiverso, e não está claro se os outros mundos habitados mencionados nas escrituras e ensinamentos Sud refere-se a planetas dentro deste universo ou não. Os líderes Sud e teólogos ensinaram que esses habitantes são semelhantes ou idênticos aos humanos e que eles também estão sujeitos à expiação de Jesus. A terra em que Deus, o Pai, habitava como mortal, não foi criada por Jeová ou sujeita à sua expiação, mas existia anteriormente.
A doutrina de outros mundos é encontrada nas escrituras Sud , na cerimônia de investidura e nos ensinamentos de Joseph Smith. Além disso, muitos líderes e teólogos da Igreja SUD elaboraram esses princípios fundamentada por meio de revelações moderna,  e muitas dessas ideias são amplamente aceitas entre os membros.

## Após a vida

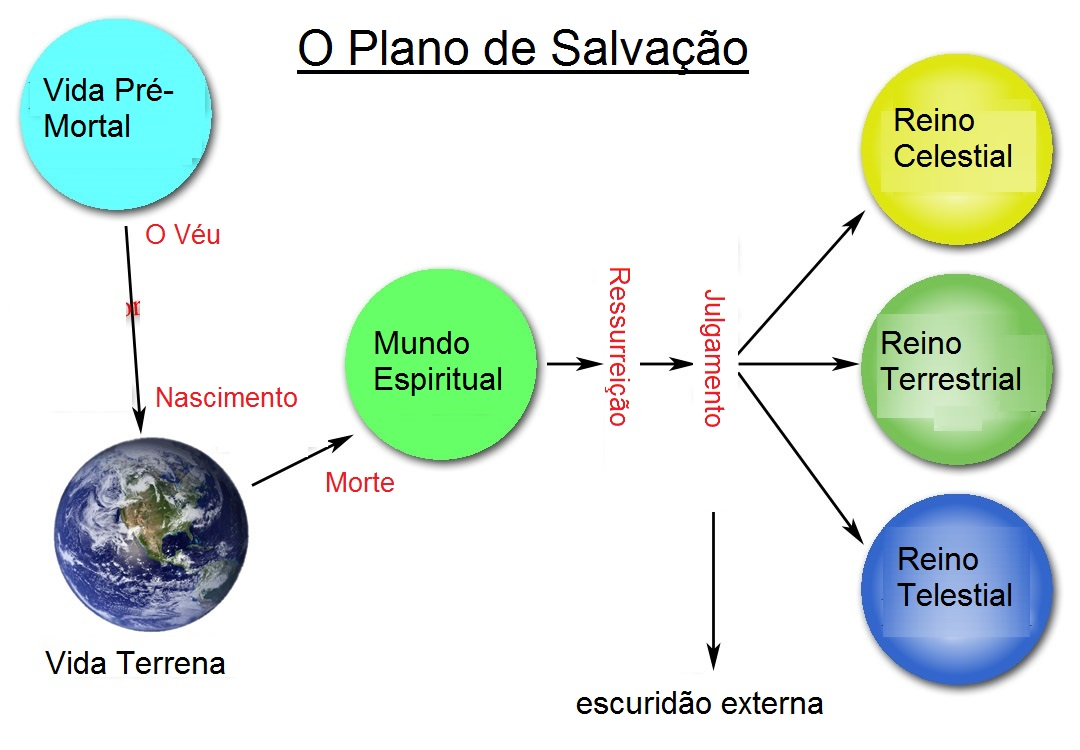
O Plano de Salvação, como ensinado por A Igreja de Jesus Cristo dos Santos dos Últimos Dias.